# کنتا نایتو
کنتا نایتو (ژاپنی: 内藤 健太؛ زادهٔ ۱۵ مهٔ ۱۹۹۶) یک بازیکن فوتبال اهل ژاپن است.
از باشگاه‌هایی که در آن بازی کرده‌است می‌توان به باشگاه فوتبال ریوکیو اشاره کرد.